# Sweet Child O’ Mine
Sweet Child O’ Mine – ballada rockowa grupy Guns N’ Roses. Pochodzi ona z debiutanckiego albumu zespołu, Appetite for Destruction wydanego w 1987. „Sweet Child O' Mine” jest pierwszym singlem Guns N’ Roses który dotarł na pierwsze miejsce rankingu Billboard Hot 100, utrzymywał się na nim przez dwa tygodnie we wrześniu 1988. Słowa napisane zostały przez Axla, którego inspiracją była jego dziewczyna Erin Everly.

## Teledysk
Teledysk do utworu „Sweet Child O' Mine" przedstawia zespół grający w opuszczonym teatrze, otoczonym przez członków grupy. Pojawiają się także na ekranie narzeczone niektórych członków zespołu. Wideoklip był bardzo popularny w stacji MTV, co pomogło piosence w jej emisji w radiu.
W październiku 2019 klip jako pierwszy w historii, będący z lat osiemdziesiątych przekroczył miliard wyświetleń na platformie YouTube.

## Pochwały oraz wyrazy uznania
Singel „Sweet Child O' Mine” zajął 37. miejsce w rankingu „100 Greatest Guitar Solos” magazynu Guitar World. Pojawia się także na trzecim miejscu rankingu „500 Greatest Songs Since You Were Born” magazynu Blender, oraz na 196. miejscu w rankingu „500 Greatest Songs of All Time” pisma Rolling Stone. W kwietniu 2004 roku riff ze „Sweet Child O' Mine” został uznany za najlepszy gitarowy riff wszech czasów przez magazyn Total Guitar. W marcu 2005 magazyn Q umieścił utwór na 6. miejscu rankingu „100 Greatest Guitar Tracks”.